# Wynnewood, Pennsylvania
Wynnewood, Pennsylvania là vùng ngoại ô khu chưa hợp nhất, phía tây Philadelphia, nằm giữa xã Lower Merion, Quận Montgomery, Pennsylvania, Quận Montgomery, Pennsylvania và xã Haverford, Quận Delaware, Pennsylvania, Quận Delaware, Pennsylvania, Hoa Kỳ. Nó được đặt tên năm 1691 theo tên Thomas Wynne và William Penn.